# Argolas (Vila Velha)
Argolas é um distrito do município brasileiro de Vila Velha, no estado do Espírito Santo. Segundo o censo demográfico de 2022, realizado pelo Instituto Brasileiro de Geografia e Estatística (IBGE), sua população era de 33 876 habitantes e havia 12 781 domicílios particulares permanentes ocupados.
De acordo com o IBGE, em 2010 a população era de 36 580 habitantes e havia 12 586 domicílios particulares.
Foi criado pela lei estadual nº 1.445 de 10 de julho de 1924, então pertencente a Vitória, sendo transferido para Vila Velha pelo decreto estadual nº 5.041 de 11 de julho de 1934. Pelo decreto-lei estadual nº 15.177 de 31 de dezembro de 1943, o município de Vila Velha e seus distritos foram extintos e tiveram suas áreas incluídas ao território de Vitória, sendo recriados em 26 de julho de 1947.